# Micromyinae
Micromyinae zijn een onderfamilie uit de familie van de galmuggen (Cecidomyiidae).

## Taxonomie
De volgende taxa zijn bij de familie ingedeeld:
- Tribus Acoenoniini 
  - Geslacht Acoenonia 
  - Geslacht  † Proacoenonia
- Tribus Aprionini 
  - Geslacht Aprionus 
  - Geslacht Mycophila 
  - Geslacht Tekomyia 
  - Geslacht Tropaprionus 
  - Geslacht Yukawamyia
- Tribus Bryomyiini 
  - Geslacht Bryomyia 
  - Geslacht Heterogenella 
  - Geslacht Skuhraviana
- Tribus Campylomyzini 
  - Geslacht Ansifera 
  - Geslacht Campylomyza 
  - Geslacht Corinthomyia 
  - Geslacht  † Cretocordylomyia 
  - Geslacht Excrescentia 
  - Geslacht Hintelmannomyia 
  - Geslacht Micropteromyia 
  - Geslacht Neurolyga 
  - Geslacht Warramyia
- Tribus Catochini 
  - Geslacht Catarete 
  - Geslacht Catocha 
  - Geslacht  † Cretocatocha 
  - Geslacht Forbesomyia 
  - Geslacht Neocatocha 
  - Geslacht Tritozyga
- Tribus Micromyini 
  - Geslacht Anodontoceras 
  - Geslacht Micromya 
  - Geslacht Monardia 
  - Geslacht Polyardis 
  - Geslacht Pseudoperomyia
- Tribus Peromyiini 
  - Geslacht Gagnea 
  - Geslacht Peromyia
- Tribus Pteridomyiini 
  - Geslacht Pseudomonardia 
  - Geslacht Pteridomyia
- Tribus Strobliellini 
  - Geslacht Amedia 
  - Geslacht Amediella 
  - Geslacht Eleniella 
  - Geslacht  † Eltxo 
  - Geslacht Groveriella 
  - Geslacht Strobliella
- Niet in een tribus geplaatst zijn:
  - Geslacht  † Berestella 
  - Geslacht Ipomyia 
  - Geslacht Psadaria 
  - Geslacht Termitomastus 
  - Geslacht  † Vicemyia